# Рамарія
Рамарія (Ramaria) — рід грибів родини Gomphaceae. Назва вперше опублікована 1851 року.

## Поширення та середовище існування
В Україні зустрічаються:
- Ramaria apiculata
- Ramaria aurea
- Ramaria botrytis
- Ramaria eumorpha
- Ramaria flava
- Ramaria formosa
- Ramaria pallida
- Ramaria rufescens
- Ramaria stricta

## Практичне використання
Деякі з них, такі як Ramaria flava, їстівні, хоча їх легко сплутати з кількома м’яко отруйними видами, здатними викликати нудоту, блювоту та діарею; до них належать Ramaria formosa та Ramaria pallida.

## Гелерея

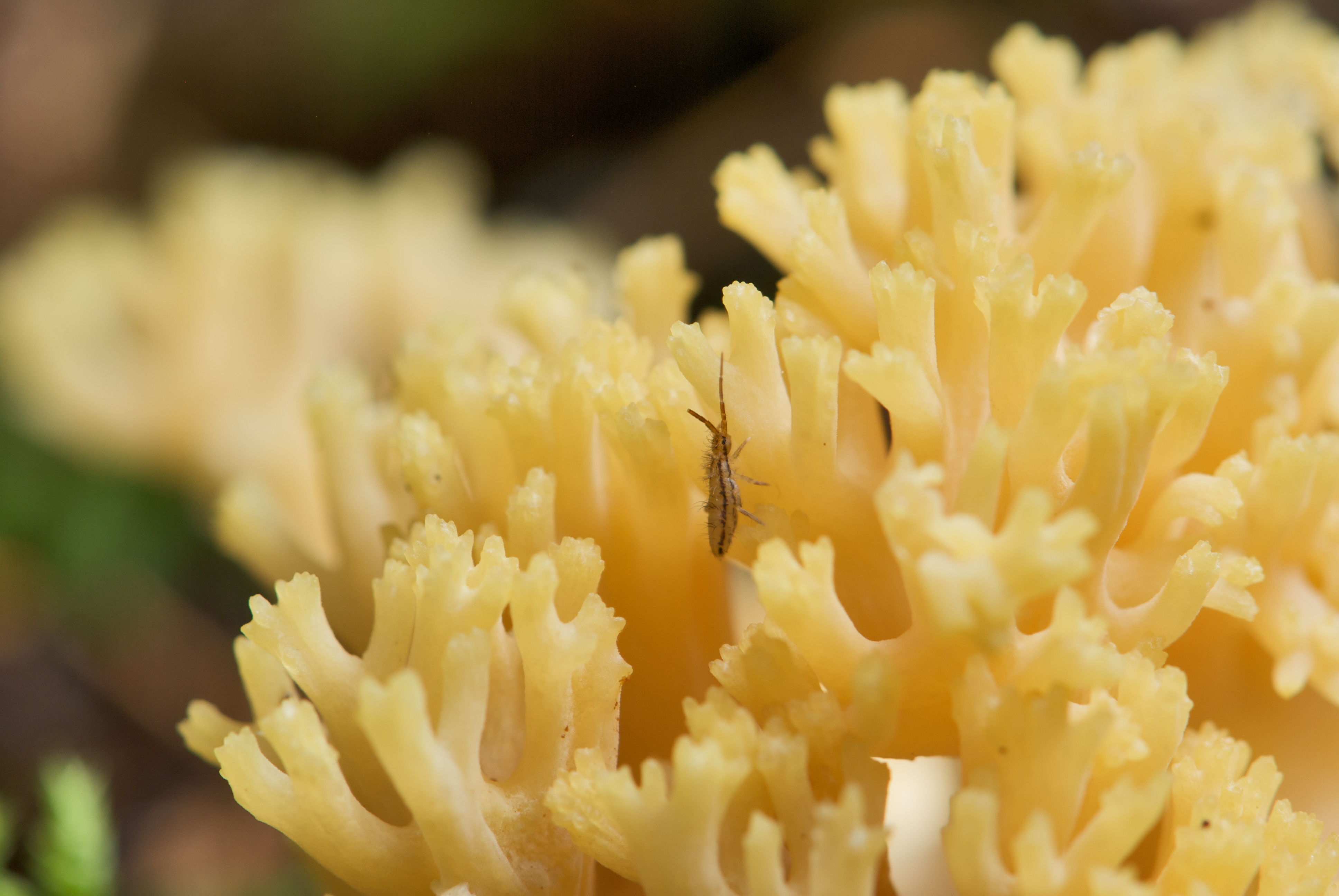
Ramaria flava
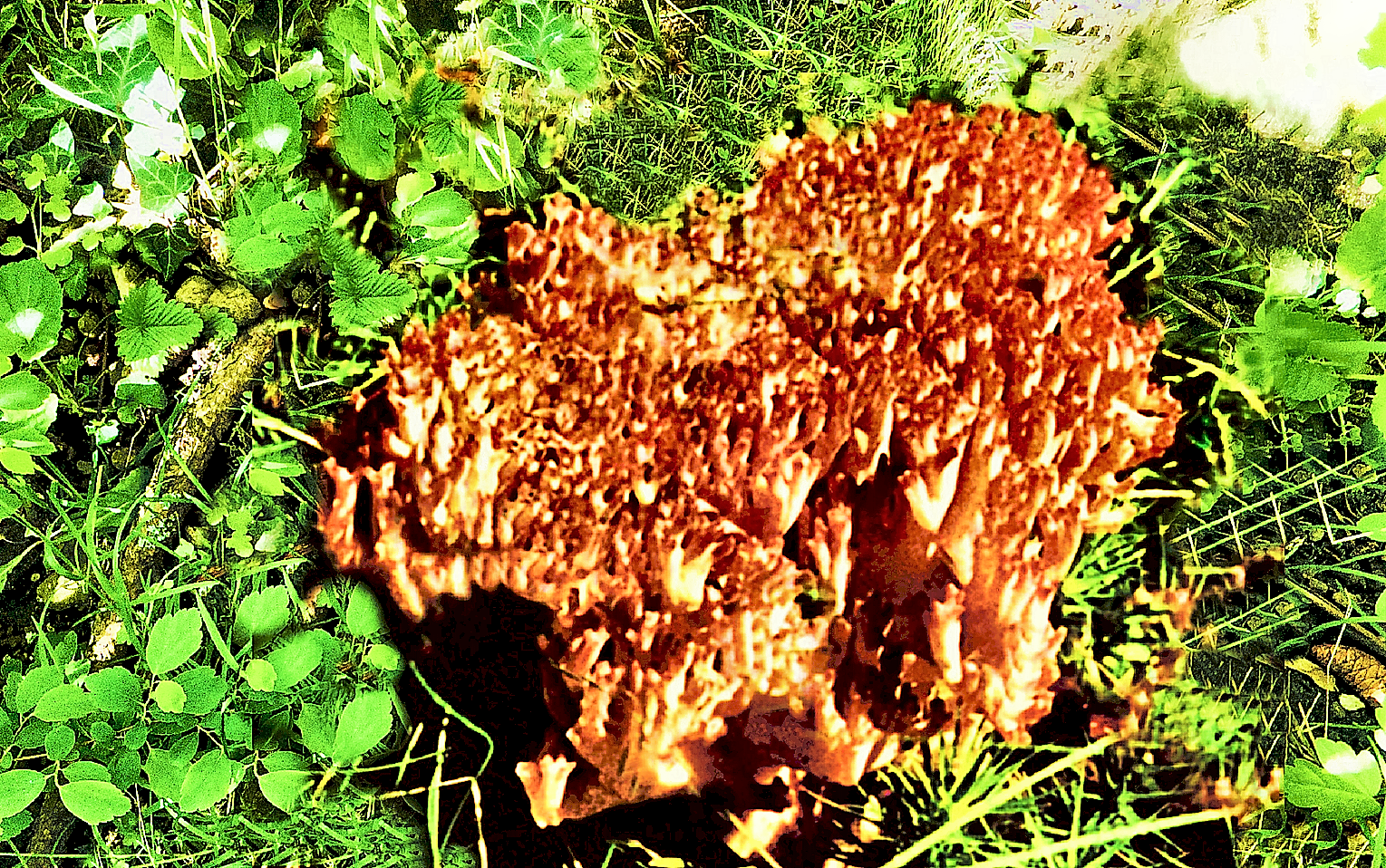
Ramaria botrytis
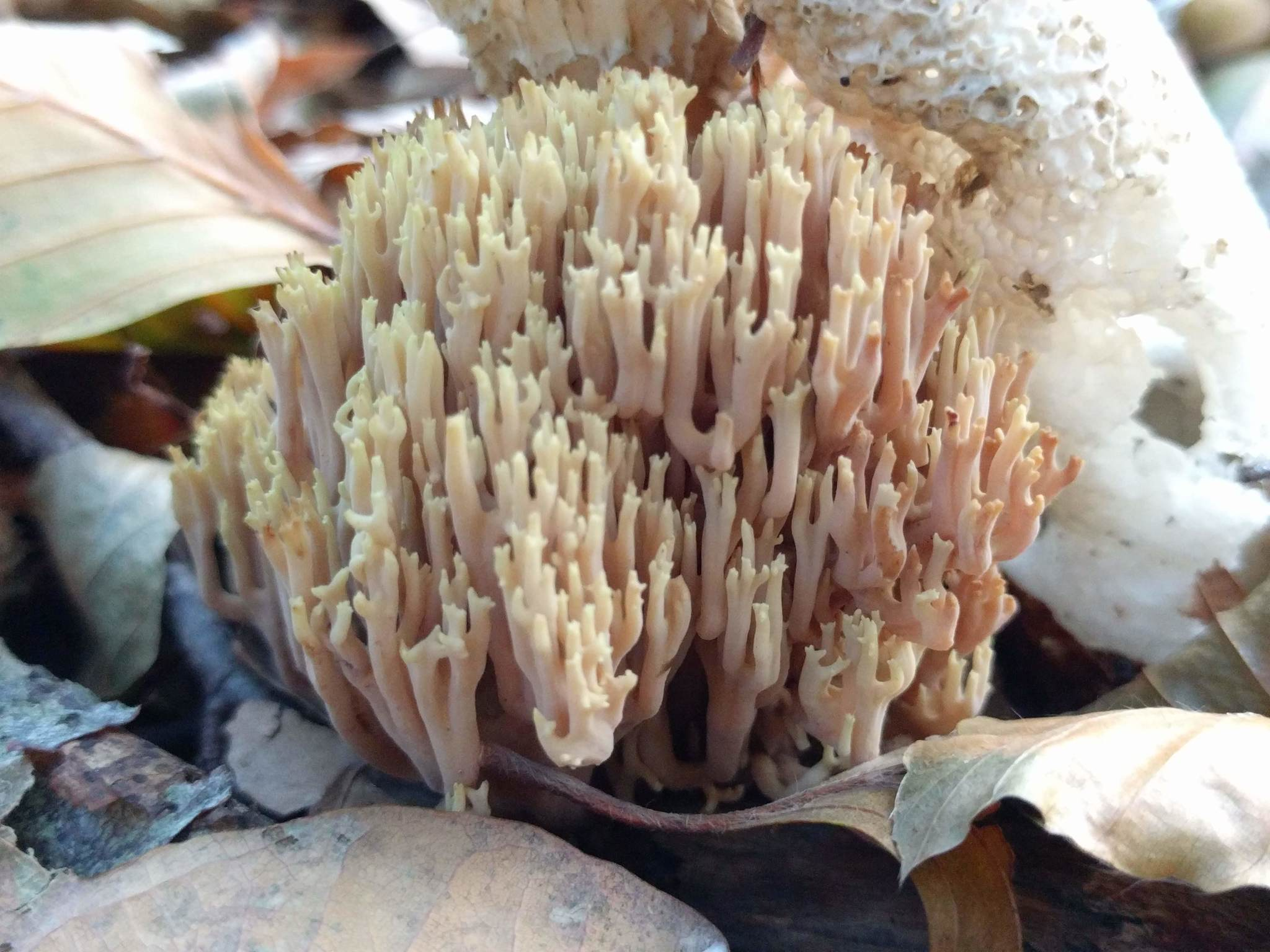
Ramaria stricta